# جون فولر
جون فولر (بالإنجليزية: John Fowler)‏ (17 أكتوبر 1933 في المملكة المتحدة - 28 مارس 1976) هو لاعب كرة قدم بريطاني في مركز الظهير. لعب مع كولتشستر يونايتد وهيبريدج سويفتس وبونيروغ روز أثلاتيك ‏.